# Alosa fallax
Alosa fallax (tên tiếng Anh: twait shad hoặc twaite shad) là một loài cá thuộc họ Clupeidae. Loài này có ở Albania, Algérie, Áo, Bỉ, Bulgaria, Croatia, Cộng hòa Síp, Đan Mạch, Ai Cập, Estonia, Phần Lan, Pháp, Đức, Gibraltar, Hy Lạp, Ireland, Israel, Ý, Latvia, Liban, Litva, Malta, Maroc, Hà Lan]], Na Uy, Ba Lan, Bồ Đào Nha, Nga, Serbia và Montenegro, Tây Ban Nha, Thụy Điển, Thụy Sĩ, Syria, Tunisia, Thổ Nhĩ Kỳ, và Vương quốc Anh.

## Hình ảnh

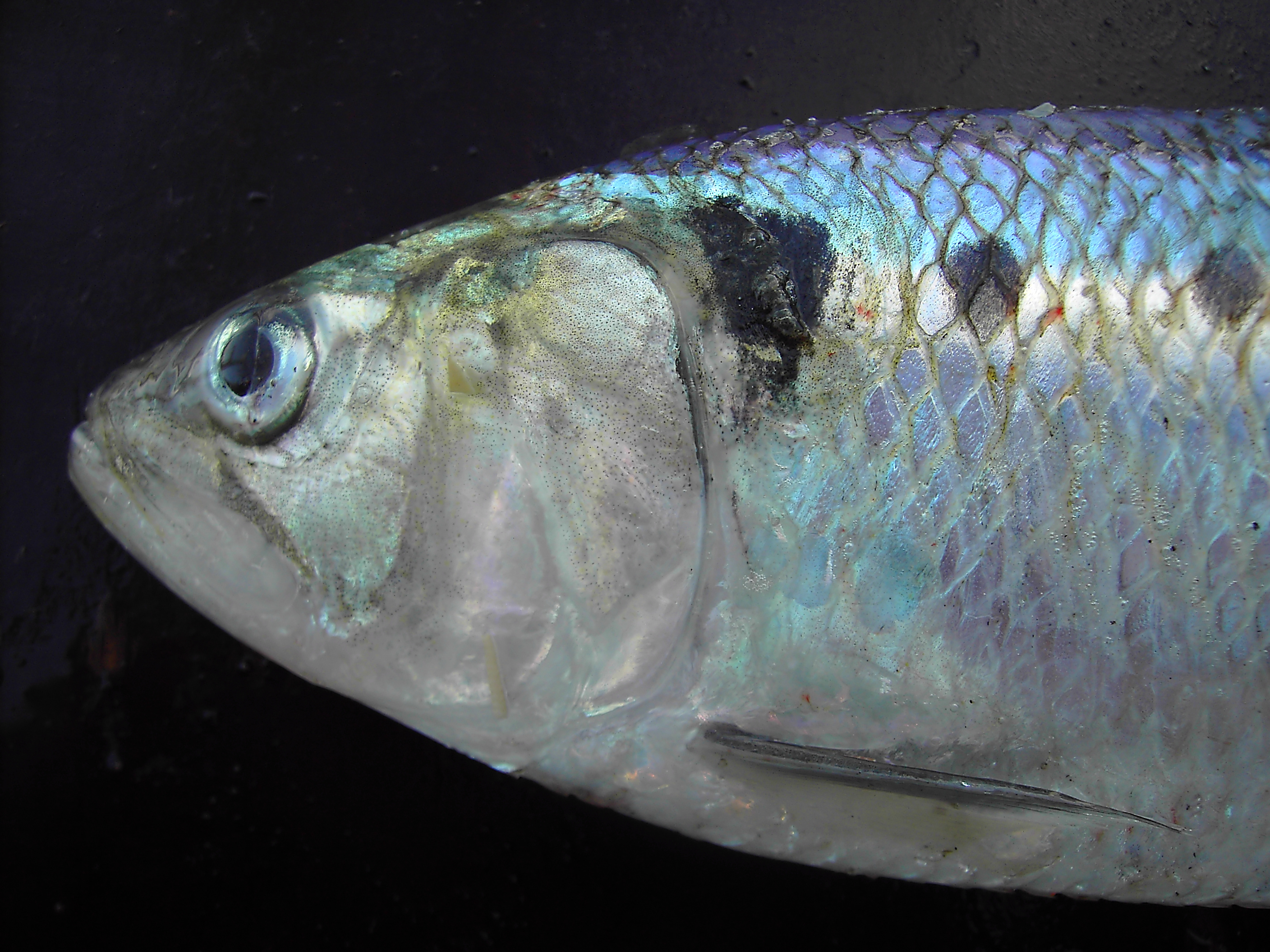
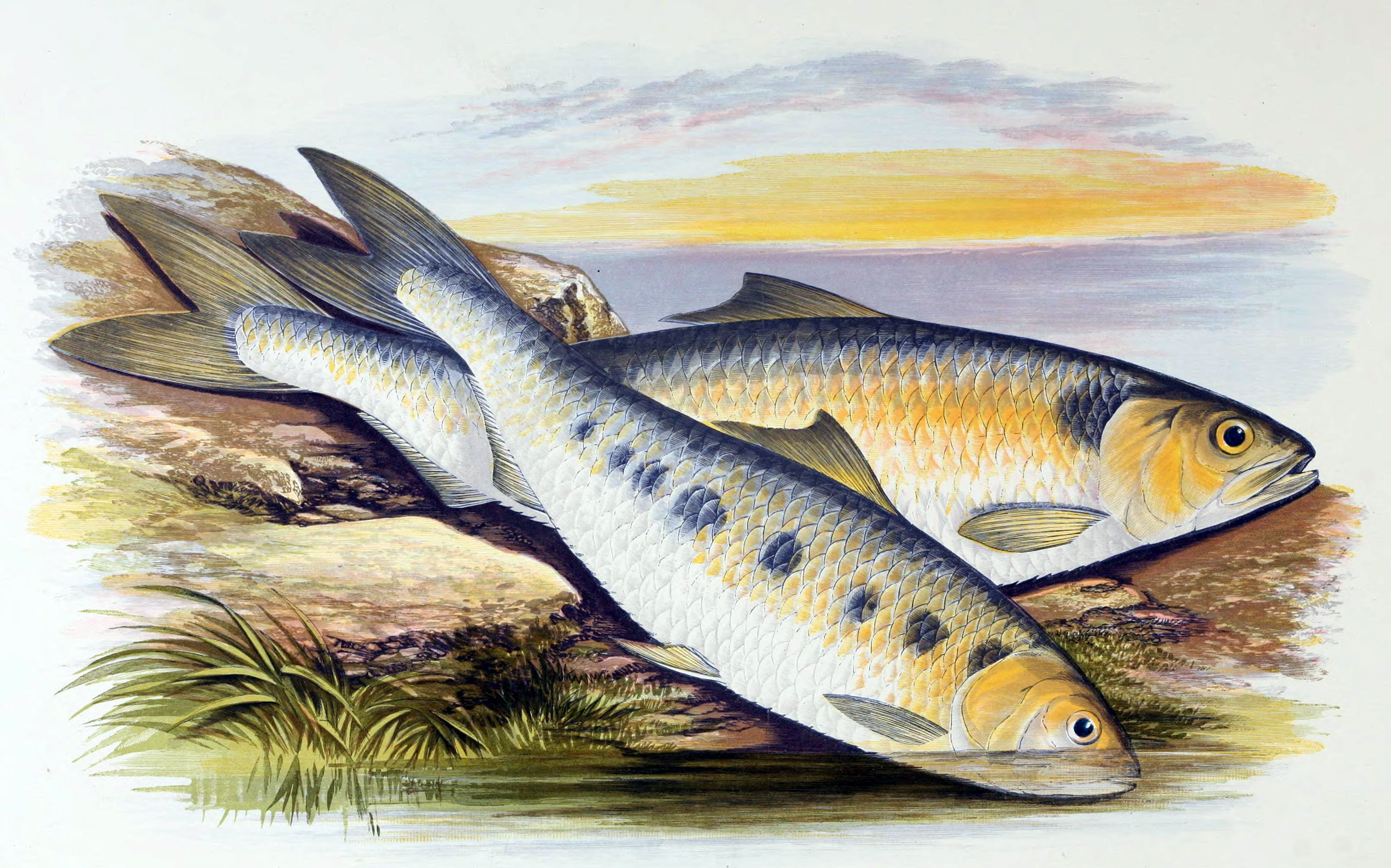